# Cardona (Barcelona)
Cardona ist eine Gemeinde der Provinz Barcelona und liegt in der Comarca Bages in der autonomen Region von Katalonien rund 32 km nordwestlich von Manresa.

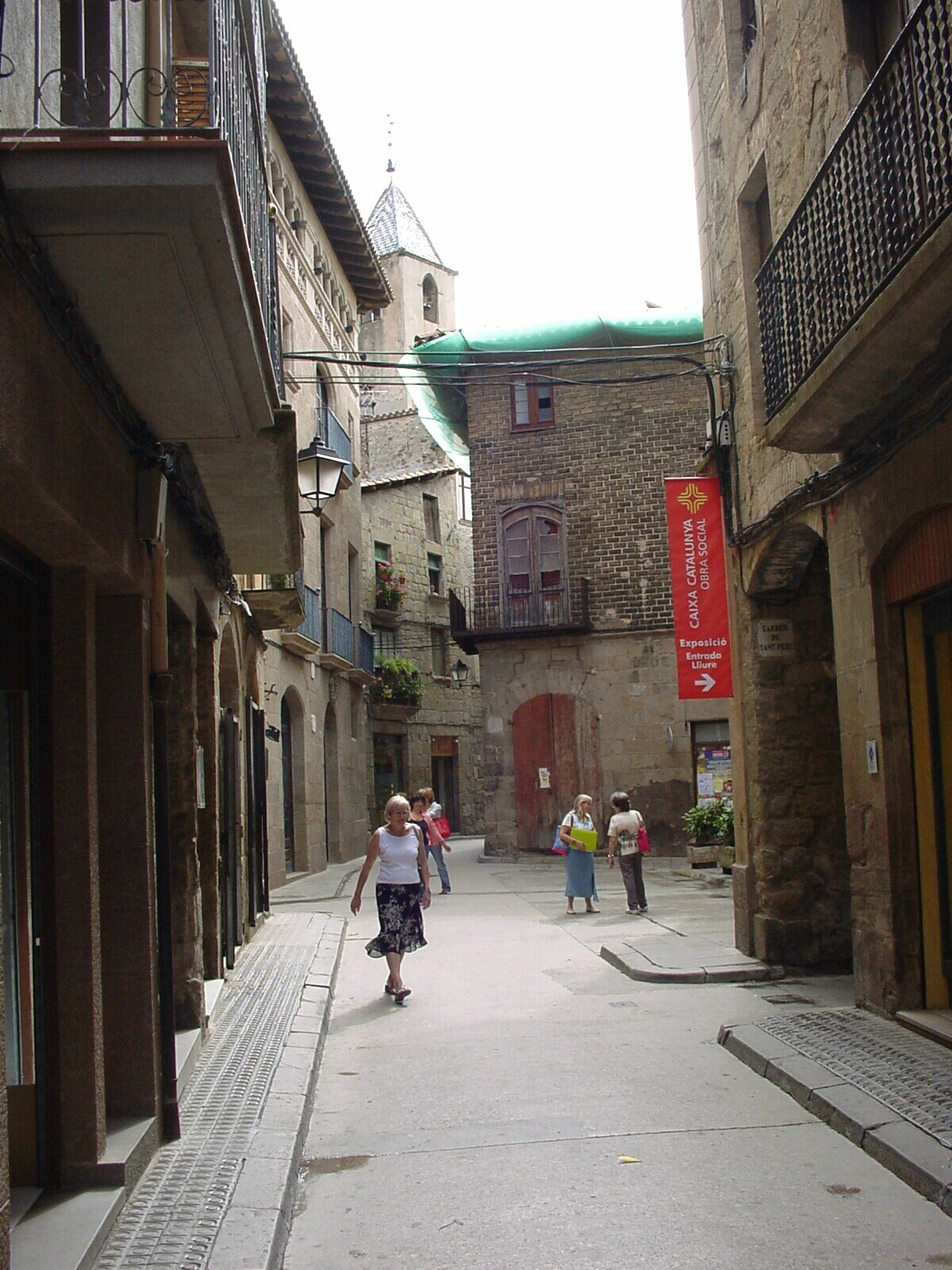
Cardona, Blick in die Altstadt

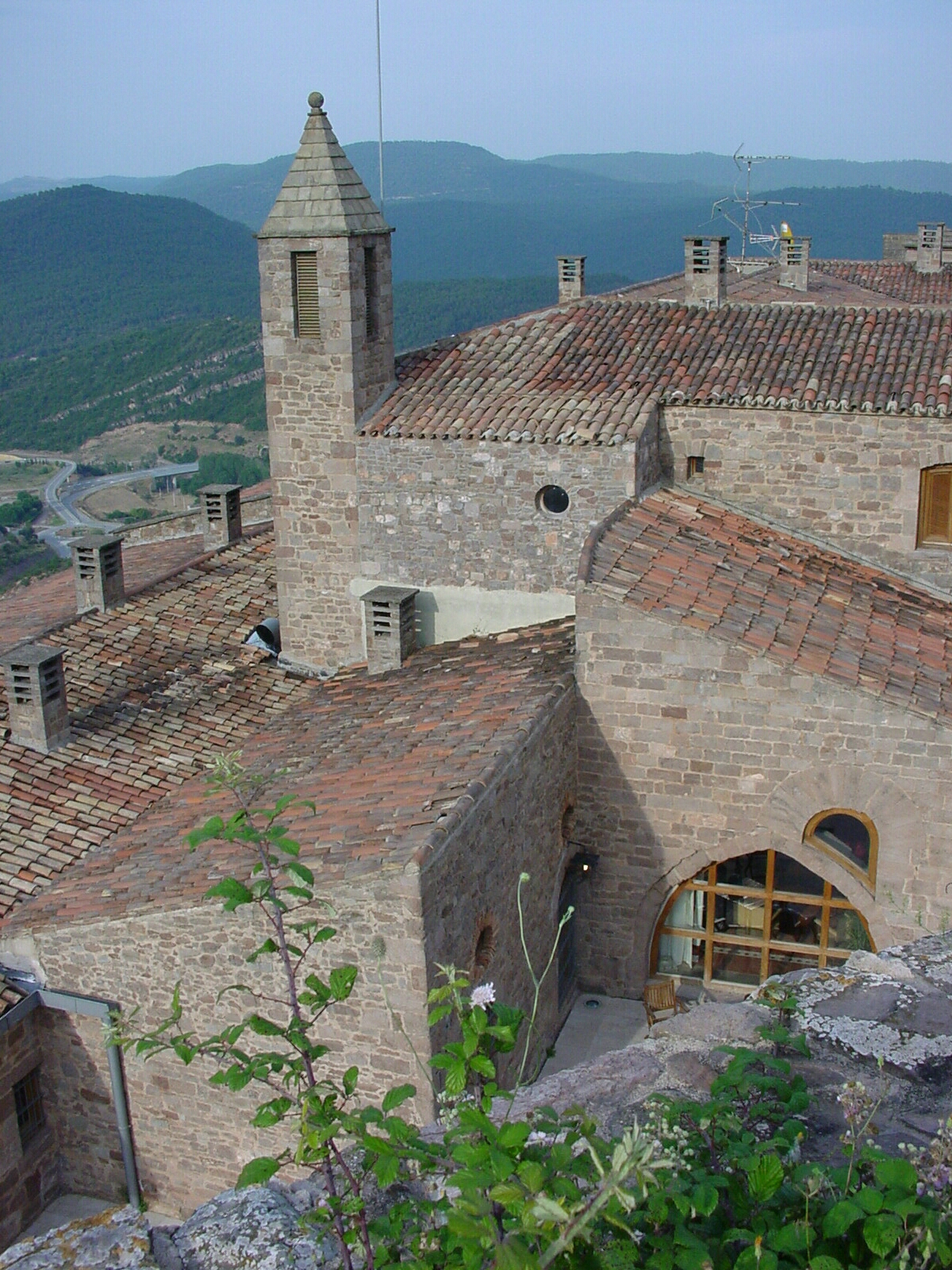
Im Parador von Cardona

## Geschichte
Von 798 bis zum Ende des 16. Jahrhunderts galt Cardona als einer der wichtigsten Orte für die soziale und historische Entwicklung von Katalonien. Viele Faktoren wie die Lage der Festung-, Salzvorkommen und die strategischen Straßenanbindungen waren entscheidend für die Geschichte der Stadt.
In der von Comte Borrell II. verfassten Charta vom 23. April 986 wird der Name der Stadt zum ersten Mal in Bezug auf Salzvorkommen genannt. Die Bevölkerung bekam damals nicht nur die Schürfrechte für la Vall Salina, das Tal des Salzes, sondern Cardona erhielt die Markt- und Stadtrechte. Da Salz im Mittelalter eine große Bedeutung als Konservierungsmittel für Lebensmittel besaß, wurden Maßnahmen zum militärischen Schutz des Gebietes und der Salzbergwerke unternommen und die Festung Castell de Cardona ausgebaut.
Im 10. Jahrhundert, als die Adelsfamilie Folc de Gardona im Schloss Castell de Cardona ihren Wohnsitz gründete, hatte dies für die Bevölkerung nicht nur eine finanzielle, sondern auch eine politische Bedeutung für die nachfolgenden Generationen von Cardona. Als einflussreiches Mitglied der königlichen Familie von Spanien und ihre Dominanz in Katalonien, mit 30 Villen, 21 Burgen, 272 Ländereien und vier Seehäfen so wie die Gerichtsbarkeit über eine Fläche von 6 % Kataloniens waren die Grafen auch die treibenden Kräfte hinter dem Leben der Burg und somit von großer Bedeutung für die weitere Entwicklung der Salzstadt. Die Bevölkerungszahl wuchs in dieser Zeit deutlich.
Die Adligen waren die Kaufleute, Handwerker und Tuchmacher der Stadt. Diese Ära dauerte bis zum 16. Jahrhundert, als die Familie des Compte sich in Barcelona und Arbeca sowie in Sevilla niederließen. Das Schloss in Cardona war die letzte Hochburg des Widerstands gegen die Besetzung von Katalonien durch die Truppen des kastilischen Felipe V. im Jahre 1714.
Danach wurde das Schloss zu einer Kaserne und die Stadt verlor ihre Bedeutung. Es verblieben die einfachen handwerklichen und landwirtschaftlichen Bereiche, die mit dem Salzabbau zusammenhingen. Während des 19. und 20. Jahrhunderts nahmen die sozialen und wirtschaftlichen Aktivitäten wieder zu. Mit dem Entstehen der Industrie von 1929 bis 1991 (Textilien und Ausbeutung von Kali-Minen) gewann Cardona wieder an Bedeutung.

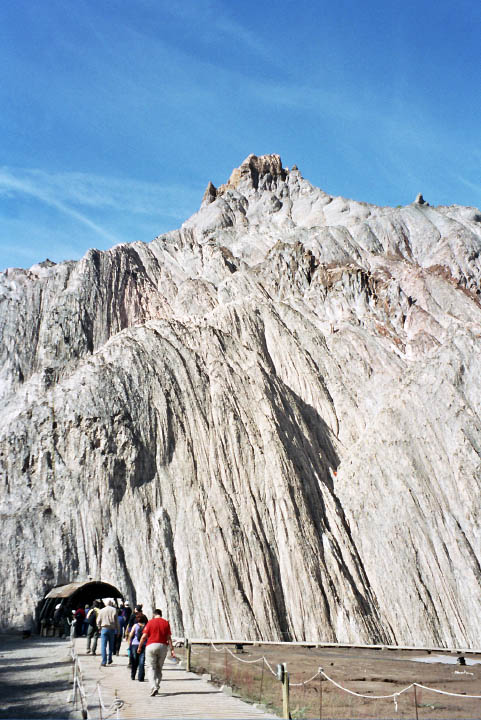
la Vall Salina, Tal des Salzes

## Sehenswürdigkeiten
Siehe: Liste der Kulturdenkmale in Cardona

## Personen der Gründerzeit
- Joan Ramon Folc I de Cardona (1375–1441), Comte de Cardona.
- Joan Ramon Folc II de Cardona (1400–1471), Comte de Cardona.
- Jaume de Cardona i de Gandia (1405–1466), President de la Generalitat de Catalunya,
- Pere de Cardona, Erzbischof von Tarragona (1515–1530), Vizekönig von Katalonien
- Lluís de Cardona, Duque de Soma

## Einwohner
| Gründerjahre                    | 1497 | 1515 | 1553 | 1717 | 1787 | 1857 | 1877 | 1887 |
| ------------------------------- | ---- | ---- | ---- | ---- | ---- | ---- | ---- | ---- |
| Einwohner                       | 205  | 199  | 244  | 1720 | 2512 | 4660 | 4354 | 3708 |
| (Quelle: Enciclopèdia Catalana) |      |      |      |      |      |      |      |      |

In den folgenden Zahlen der Gemeinde sind neben den Bewohnern der Stadt Cardona auch die Bewohner des Ortsteils La Coromnia enthalten.
| Jahr      | 1900  | 1910  | 1920  | 1930  | 1940  | 1950  | 1960  | 1970  | 1981  | 1990  | 1992  | 1994  | 1996  | 1998  | 2000  | 2002  | 2004  | 2006  | 2008  |
| --------- | ----- | ----- | ----- | ----- | ----- | ----- | ----- | ----- | ----- | ----- | ----- | ----- | ----- | ----- | ----- | ----- | ----- | ----- | ----- |
| Einwohner | 3.855 | 4.002 | 4.139 | 4.820 | 6.474 | 6.591 | 7.885 | 7.006 | 6.561 | 6.647 | 6.387 | 6.227 | 5.882 | 5.720 | 5.567 | 5.399 | 5.272 | 5.226 | 5.176 |